# Planowanie sukcesji
Planowanie sukcesji – identyfikacja krytycznych stanowisk menedżerskich, obejmujących swoim zakresem poziom organizacyjny od kierownika średniego szczebla do najwyższych stanowisk w organizacji. 
Planowanie sukcesji nie powinno występować jednak bez procesu zarządzania sukcesją. Zarządzanie sukcesją zakłada dynamiczne warunki otoczenia i zmienność rynku a co za tym idzie konieczność dostosowywania polityki personalnej przedsiębiorstwa do strategii biznesowej, zmieniającej się sytuacji rynkowej oraz wewnątrz organizacji.